# 중부지방고용노동청
중부지방고용노동청(中部地方雇用勞動廳)은 대한민국 고용노동부의 소속기관이다.

## 직무
- 보안·관인관리, 문서의 수발, 예산·회계 및 결산, 공무원의 임용·급여, 그 밖의 인사사무
- 고용보험료의 체납처분 및 결손처분의 승인과 고용보험 관련 과태료의 부과에 관한 사항
- 직업능력개발훈련 및 직업능력개발사업에 관한 사항
- 「근로기준법」의 적용 및 위반에 대한 조치 등 근로감독에 관한 사항
- 사업장의 재해예방에 관한 지도 및 산업안전보건에 관한 법령의 위반에 대한 조치 등 산업안전보건에 관한 사항
- 「남녀고용평등과 일·가정 양립 지원에 관한 법률」의 적용과 남녀고용차별의 개선 등 여성근로자에 관한 사항
- 구인·구직 및 취업알선 등 직업안정에 관한 사항
- 국내취업 외국인근로자의 고용허가 및 관리에 관한 사항
- 실업급여 지급, 고용안정사업 및 고용보험 피보험자격 관리에 관한 사항
- 노사분규의 예방과 수습, 노사협력의 증진과 그 밖에 노사관계의 합리적 개선에 관한 사항
- 소속 지청에 대한 업무의 지휘·감독

## 연혁
- 1964년 1월 1일: 노동청 장성·인천·춘천산업재해보상보험사무소 설치.
- 1968년 6월 25일: 노동청 소속으로 수원·인천·춘천·영월·정선직업안정소 및 영월산업재해보상보험사무소 설치.
- 1969년 1월 7일: 정선직업안정소를 삼척직업안정소로 개편.
- 1970년 4월 7일: 인천·춘천직업안정소를 경기·강원직업정소로 개편. 수원직업안정소를 수원출장소로 개편하여 경기직업안정소의 소속기관으로, 영월·삼척직업안정소를 영월·장성출장소로 개편하여 강원직업안정소의 소속기관으로 편입. 인천·춘천산업재해보상보험사무소를 경기·강원산업재해보상보험사무소로 개편. 장성·영월산업재해보상보험사무소를 장성·영월출장소로 개편하여 강원산업재해보상보험사무소의 소속기관으로 편입.
- 1972년 12월 19일: 경기·강원산업재해보상보험사무소를 인천·춘천산업재해보상보험지방사무소로, 영월·장성출장소를 영월·장성산업재해보상보험지방사무소로 개편.
- 1974년 10월 2일: 경기·강원직업안정소 및 인천·춘천 ·영월·장성산업재해보상보험지방사무소를 인천중부·인천북부·춘천지방사무소로 개편. 수원·영월·장성출장소를 수원·영월·장성지방사무소로 개편하고 의정부·성남·강릉지방사무소를 설치.
- 1981년 4월 8일: 노동부 소속으로 변경.
- 1981년 7월 23일: 인천중부지방사무소와 인천북부지방사무소를 인천지방사무소로 통합. 부천지방사무소 설치. 장성지방사무소를 폐지하고 태백지방사무소를 설치.
- 1987년 5월 15일: 춘천·수원·영월·장성·의정부·성남·강릉지방사무소를 인천지방사무소의 소속기관으로 편입. 안양·원주지방사무소 설치.
- 1987년 12월 9일: 인천지방사무소를 인천지방노동청으로 개편. 소속 지방사무소를 지방노동사무소로 개편.
- 1989년 2월 16일: 안산지방노동사무소 설치.
- 1990년 3월 26일: 인천북부지방노동사무소 설치.
- 1998년 2월 28일: 인천지방노동청을 경인지방노동청으로 개편.
- 2006년 3월 2일: 지방노동사무소를 고용노동지청으로 개편. 평택고용노동지청 설치.
- 2007년 8월 16일: 고양고용노동지청설치. 영월고용노동지청을 영월출장소로 개편.
- 2010년 7월 5일: 고용노동부 소속 중부지방고용노동청으로 개편. 강원도 소재 지청 또는 출장소를 서울지방고용노동청으로부터 이관받음.
- 2011년 3월 2일: 수원·춘천고용노동지청을 경기·강원고용노동지청으로 개편.

## 관할구역
- 인천광역시 중구·동구·미추홀구·연수구·남동구·옹진군

## 조직

### 청장
- 지역협력과[1]
- 고용관리과[1]
- 부정수급조사과[1]
- 노사상생지원과[1]
- 근로개선지도제1과[1]
- 근로개선지도제2과[1]
- 광역근로감독과[1]
- 산재예방지도과[1]

인천고용센터
- 취업지원과[3]
- 실업급여과[3]
- 취업성공패키지과[3]
- 기업지원과[3]
- 직업능력개발과[3]

### 소속기관
지청장은 서기관 또는 기술서기관으로, 영월출장소장은 행정사무관·통계사무관·공업사무관·보건사무관·시설사무관 또는 전산사무관으로, 고용센터 소장은 서기관·기술서기관·행정사무관·통계사무관·공업사무관·보건사무관·시설사무관·전산사무관 또는 행정주사로 보한다.
| 명칭                 | 위치                                   | 관할구역                                                                       | 고용센터                                                               |
| -------------------- | -------------------------------------- | ------------------------------------------------------------------------------ | ---------------------------------------------------------------------- |
| 인천북부고용노동지청 | 인천광역시 계양구 계양문화로59번길 6   | 인천광역시 부평구·계양구·서구·강화군                                           | 인천북부고용센터·인천서부고용센터                                      |
| 부천고용노동지청     | 경기도 부천시 석천로 207               | 경기도 부천시·김포시                                                           | 부천고용센터·김포고용센터                                              |
| 의정부고용노동지청   | 경기도 의정부시 충의로 143             | 경기도 의정부시·동두천시·구리시·남양주시·양주시·포천시·연천군 및 강원도 철원군 | 의정부고용센터·구리고용센터·남양주고용센터·동두천고용센터·양주고용센터 |
| 고양고용노동지청     | 경기도 고양시 덕양구 화중로104번길 50  | 경기도 고양시·파주시                                                           | 고양고용센터·파주고용센터                                              |
| 경기고용노동지청     | 경기도 수원시 장안구 서부로 2166       | 경기도 수원시·용인시·화성시                                                    | 수원고용센터·용인고용센터·화성고용센터                                 |
| 성남고용노동지청     | 경기도 성남시 분당구 성남대로 146      | 경기도 성남시·하남시·이천시·광주시·여주시·양평군                               | 성남고용센터·경기광주고용센터·이천고용센터·하남고용센터                |
| 안양고용노동지청     | 경기도 안양시 만안구 전파로44번길 73   | 경기도 광명시·안양시·과천시·의왕시·군포시                                      | 안양고용센터·광명고용센터·의왕고용센터                                 |
| 안산고용노동지청     | 경기도 안산시 단원구 적금로1길 26      | 경기도 안산시·시흥시                                                           | 안산고용센터·시흥고용센터                                              |
| 평택고용노동지청     | 경기도 평택시 경기대로 1194            | 경기도 평택시·오산시·안성시                                                    | 평택고용센터·오산고용센터·안성고용센터                                 |
| 강원고용노동지청     | 강원특별자치도 춘천시 후석로440번길 64 | 강원특별자치도 춘천시·홍천군·인제군·화천군·양구군 및 경기도 가평군             | 춘천고용센터                                                           |
| 강릉고용노동지청     | 강원특별자치도 강릉시 경강로 1991      | 강원특별자치도 강릉시·속초시·동해시·양양군·고성군                              | 강릉고용센터·속초고용센터                                              |
| 원주고용노동지청     | 강원특별자치도 원주시 만대로 59        | 강원특별자치도 원주시·횡성군                                                   | 원주고용센터                                                           |
| 태백고용노동지청     | 경기도 태백시 번영로 341               | 강원특별자치도 태백시·삼척시                                                   | 태백고용센터·삼척고용센터                                              |
| 영월출장소           | 강원특별자치도 영월군 영월읍 단종로 8  | 강원특별자치도 영월군·정선군·평창군                                            | 영월고용센터                                                           |